# Forrest City
La ville de Forrest City est le siège du comté de Saint Francis, dans l'Arkansas, aux États-Unis. Elle doit son nom au fait que le général Nathan Bedford Forrest a utilisé l'endroit comme un terrain de camping pour un équipage de construction peu après la guerre de Sécession.

## Démographie
| 1880 | 1890  | 1900  | 1910  | 1920  | 1930  | 1940  | 1950  |
| ---- | ----- | ----- | ----- | ----- | ----- | ----- | ----- |
| 903  | 1 021 | 1 361 | 2 484 | 3 377 | 4 594 | 5 699 | 7 607 |

| 1960   | 1970   | 1980   | 1990   | 2000   | 2010   | - | - |
| ------ | ------ | ------ | ------ | ------ | ------ | - | - |
| 10 544 | 12 521 | 13 803 | 13 364 | 14 774 | 15 371 | - | - |